# Jane Saville
Jane Kara Saville (ur. 5 listopada 1974 w Sydney) – australijska lekkoatletka specjalizująca się w chodzie sportowym, czterokrotna uczestniczka letnich igrzysk olimpijskich (Atlanta 1996, Sydney 2000, Ateny 2004, Pekin 2008), brązowa medalistka olimpijska z Aten w chodzie na 20 kilometrów.

## Sukcesy sportowe
wielokrotna mistrzyni Australii, m.in.:
- w chodzie na 5000 metrów – 1997
- czterokrotnie w chodzie na 10 kilometrów – 1991, 1992, 1997, 1998
- pięciokrotnie w chodzie na 20 kilometrów – 2002, 2003, 2004, 2005, 2006

| Rok  | Miasto       | Zawody                      | Konkurencja    | Wynik         |
| ---- | ------------ | --------------------------- | -------------- | ------------- |
| 1992 | Seul         | Mistrzostwa świata juniorów | chód na 5000 m | srebrny medal |
| 1998 | Kuala Lumpur | Igrzyska Wspólnoty Narodów  | chód na 10 km  | złoty medal   |
| 1999 | Sewilla      | Mistrzostwa świata          | chód na 20 km  | 7. miejsce    |
| 2002 | Manchester   | Igrzyska Wspólnoty Narodów  | chód na 20 km  | złoty medal   |
| 2004 | Ateny        | Igrzyska olimpijskie        | chód na 20 km  | brązowy medal |
| 2006 | Melbourne    | Igrzyska Wspólnoty Narodów  | chód na 20 km  | złoty medal   |

## Rekordy życiowe
- chód na 3000 metrów – 12:39,6 – Sydney 01/02/1997
- chód na 5000 metrów – 21:32,26 – Melbourne 01/03/1997
- chód na 10 000 metrów – 45:19,70 – Canberra 08/02/1998
- chód na 10 kilometrów – 42:15 – Eisenhüttenstadt 08/05/1999
- chód na 20 kilometrów – 1:27:44 – Naumburg 02/05/2004 (były rekord Australii)